# Plumularia annuligera
Plumularia annuligera är en nässeldjursart som beskrevs av Quelch 1885. Plumularia annuligera ingår i släktet Plumularia och familjen Plumulariidae. Inga underarter finns listade i Catalogue of Life.